# 馬克斯維爾·霍爾特
馬克斯維爾·霍爾特（英語：Maxwell Holt；1987年3月12日—）是一位美國排球運動員。他也代表美國國家男子排球隊參賽。在2014年，他代表美國參加了世界聯賽並奪得金牌。